# 2-Propyl-1-heptanol
2-Propyl-1-heptanol (kurz: 2-PH) ist ein vollsynthetischer, verzweigter primärer Alkohol mit milden alkoholartigem Geruch. Er hat als Lösungsmittel nur geringe Bedeutung. Der größte Teil wird chemisch weiterverarbeitet.

## Isomerie
2-Propylheptan-1-ol kommt in zwei enantiomeren Formen vor, da es am C2-Kohlenstoff ein Chiralitätszentrum aufweist. Folglich existieren (R)-2-Propylheptan-1-ol und (S)-2-Propylheptan-1-ol. Ein 1:1 Gemisch der beiden Enantiomere bezeichnet man als Racemat.

(R)-2-Propylheptanol
(S)-2-Propylheptanol

## Gewinnung und Darstellung
Die technische Herstellung von racemischem 2-Propyl-1-heptanol erfolgt durch Aldolkondensation von Valeraldehyd, welches zunächst zu 2-Propylhept-2-enal umgesetzt wird. Nach einer katalytischen Hydrierung erhält man 2-Propyl-1-heptanol.
Im Jahr 2008 wurden weltweit etwa 138.000 Tonnen hergestellt.

## Eigenschaften

### Physikalische Eigenschaften
2-Propylheptan-1-ol hat eine relative Gasdichte von 5,47 (Dichteverhältnis zu trockener Luft bei gleicher Temperatur und gleichem Druck) und eine Dichte von 0,8323 g/cm3 bei 20 °C. Außerdem weist er einen Dampfdruck von 0,021 hPa bei 25 °C auf. Die dynamische Viskosität ist bei 20 °C mit 15,3 mPa·s angegeben.

### Chemische Eigenschaften
2-Propylheptan-1-ol ist eine brennbare, schwer entzündbare Flüssigkeit aus der Stoffgruppe der Alkohole. Er ist schwer bzw. sehr schwer flüchtig. 2-Propylheptan-1-ol ist leichter als Wasser und praktisch unlöslich darin (58 mg·l−1 bei 20 °C).

## Verwendung
2-Propyl-1-heptanol wird als Zwischenprodukt zur Herstellung anderer chemischer Verbindungen (z. B. dem Weichmacher DPHP) verwendet.

## Sicherheitshinweise
2-Propyl-1-heptanol ist eine schwer entzündbare Flüssigkeit. Der Stoff wird als gewässergefährend eingestuft, ist also schädlich für Wasserorganismen mit langfristiger Wirkung. Bei Verschlucken oder Kontakt kann es zu schweren Reizwirkungen auf die Augen und die Haut kommen. 2-Propyl-1-heptanol weist eine untere Explosionsgrenze (UEG) von 0,8 Vol.-% und eine obere Explosionsgrenze (OEG) von 5,7 Vol.-% auf. Die Zündtemperatur beträgt 265 °C. Der Stoff fällt somit in die Temperaturklasse T3. Mit einem Flammpunkt von 100 °C gilt 2-Propyl-1-heptanol als schwer entflammbar.

## Externe Links zu erwähnten Verbindungen
1. ↑  Externe Identifikatoren von bzw. Datenbank-Links zu (R)-2-Propylheptan-1-ol:  CAS-Nr.: 3000-92-8, PubChem: 38988678, ChemSpider: 32786998, Wikidata: Q131312925.
2. ↑  Externe Identifikatoren von bzw. Datenbank-Links zu (S)-2-Propylheptan-1-ol:  CAS-Nr.: 2751959-29-0, PubChem: 38988758, ChemSpider: 32787002, Wikidata: Q131312940.
3. ↑  Externe Identifikatoren von bzw. Datenbank-Links zu 2-Propylhept-2-enal:  CAS-Nr.: 34880-43-8, PubChem: 118745, Wikidata: Q81994538.